# Adolfo de Foresta
Pour les autres membres de la famille, voir famille de Foresta.
Adolfo, comte de Foresta, né le 26 novembre 1825 à Nice (alors province de Nice du royaume de Sardaigne) et mort le 29 novembre 1886 à Rome, est un magistrat et homme politique italien. Il est notamment avocat général à la Cour suprême de la guerre et de la marine, député régional, sénateur du royaume d'Italie.

## Biographie
Fils de Giovanni De Foresta, il suivit la carrière dans la magistrature et devint successivement sous-procureur général près la Cour d'appel de Gênes en 1860, de la Cour d'appel de Turin en 1860, de la Cour d'appel de Florence de 1865, procureur général près la Cour d'appel d'Ancône en 1869, de la Cour d'appel de Rome en 1876, de la Cour d'appel de Bologne en 1876, de la cour d'appel de Lucques en 1880, avocat général à la Cour suprême de la guerre et de marine en 1884.
Il fut conseiller municipal de Nice et de Villefranche-sur-Mer, membre de la députation provinciale de Nice et officier de la garde nationale de Nice et sénateur du royaume d'Italie.
Il était commandeur de l'ordre des Saints-Maurice-et-Lazare, de l'ordre de la Couronne de chêne, de l'ordre d'Isabelle la Catholique et de l'ordre de la Couronne d'Italie.
Il est inhumé dans le caveau Foresta du cimetière du monastère de Cimiez à Nice.